# 存興
存興（？—？）滿洲鑲黃旗人，清朝官员。

## 生平
存興为奎璧之子。后承袭三等襄勇侯，为二等侍衛。宣统年间，为资政院钦选议员。